# Paepalanthus warmingianus
Paepalanthus warmingianus là một loài thực vật có hoa trong họ Eriocaulaceae. Loài này được Körn. ex Poulsen mô tả khoa học đầu tiên năm 1888.